# 문샤르

문샤르의 위치

문샤르(몰타어: Munxar)는 몰타 고조섬 남부에 위치한 도시로 면적은 2.8km2, 인구는 1,019명(2005년 11월 기준), 인구 밀도는 360명/km2이다.

시기
시 문장